# FA Charity Shield 1984
Lo FA Charity Shield 1984, noto in italiano anche come Supercoppa d'Inghilterra 1984, è stata la 62ª edizione della Supercoppa d'Inghilterra.
Si è svolto il 18 agosto 1984 al Wembley Stadium di Londra tra il Liverpool, vincitore della First Division 1983-1984, e l'Everton, vincitore della FA Cup 1983-1984.
A conquistare il titolo è stato l'Everton che ha vinto per 1-0 con autogol del portiere del Liverpool Bruce Grobbelaar.

## Partecipanti
| Squadre   | Qualificazione                           | Partecipazioni precedenti (il grassetto indica la vittoria)               |
| --------- | ---------------------------------------- | ------------------------------------------------------------------------- |
| Liverpool | Vincitore della First Division 1983-1984 | 12 (1922, 1964,1965,1966, 1971, 1974, 1976, 1977, 1979, 1980, 1982, 1983) |
| Everton   | Vincitore della FA Cup 1983-1984         | 6 (1928, 1932, 1933, 1963, 1966, 1970)                                    |

## Tabellino
| Arbitro: | Hackett (South Yorkshire) |

|                       |           |  |
| Grobbelaar 55’ (aut.) | Marcatori |  |

| Everton | Liverpool |

### Formazioni
| Everton:        |    |                  |
|                 |    |                  |
| P               | 1  | Neville Southall |
| D               | 2  | Gary Stevens     |
| D               | 4  | Kevin Ratcliffe  |
| D               | 5  | Derek Mountfield |
| D               | 3  | John Bailey      |
| C               | 7  | Trevor Steven    |
| C               | 6  | Peter Reid       |
| C               | 8  | Adrian Heath     |
| C               | 10 | Paul Bracewell   |
| C               | 11 | Kevin Richardson |
| A               | 9  | Graeme Sharp     |
| A disposizione: |    |                  |
| P               | .  | Jim Arnold       |
| D               | -  | Andy Gray        |
| D               | -  | Alan Harper      |
| C               | -  | Kevin Sheedy     |
| A               | -  | Ian Marshall     |
| Allenatore:     |    |                  |
| Howard Kendall  |    |                  |

| Liverpool:      |    |                  |  |     |
|                 |    |                  |  |     |
| P               | 1  | Bruce Grobbelaar |  |     |
| D               | 2  | Phil Neal        |  |     |
| D               | 4  | Mark Lawrenson   |  |     |
| D               | 6  | Alan Hansen      |  |     |
| D               | 3  | Alan Kennedy     |  |     |
| C               | 10 | Steve Nicol      |  |     |
| C               | 8  | Sammy Lee        |  | 53’ |
| C               | 11 | John Wark        |  |     |
| C               | 5  | Ronnie Whelan    |  |     |
| A               | 7  | Kenny Dalglish   |  |     |
| A               | 9  | Ian Rush         |  |     |
| A disposizione: |    |                  |  |     |
| P               | 14 | Bob Bolder       |  |     |
| A               | 12 | Paul Walsh       |  | 53’ |
| A               | 13 | David Hodgson    |  |     |
| D               | -  | Gary Gillespie   |  |     |
| A               | -  | Michael Robinson |  |     |
| Allenatore:     |    |                  |  |     |
| Joe Fagan       |    |                  |  |     |